# صحرای سیلولی
صحرای سیلولی صحرایی است واقع در جنوب غربی استان پوتوسی در کشور بولیوی. این صحرا دارای ویژگیهای جغرافیایی متعددی است. این صحرا یکی از ورودیهای منطقه حفاظت شده حیات وحش بنام ادواردو آوارو است که در نزدیکی دریاچه کولورادو و دریاچه نمک اویونی می‌باشد و به همین دلیل یکی از مسیرهای پرطرفدار سیاحتی به‌شمار می‌آید.

## نگارخانه

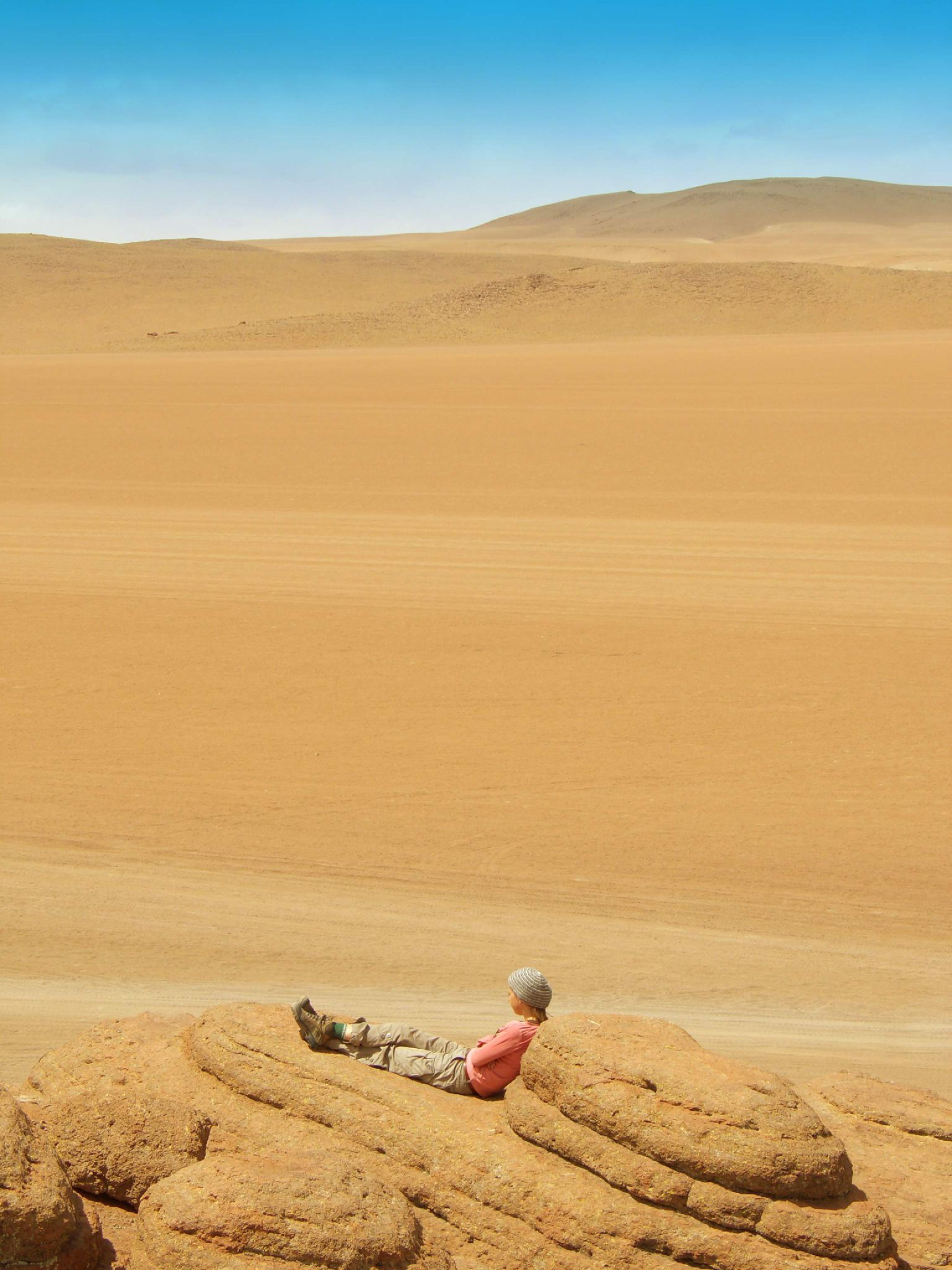
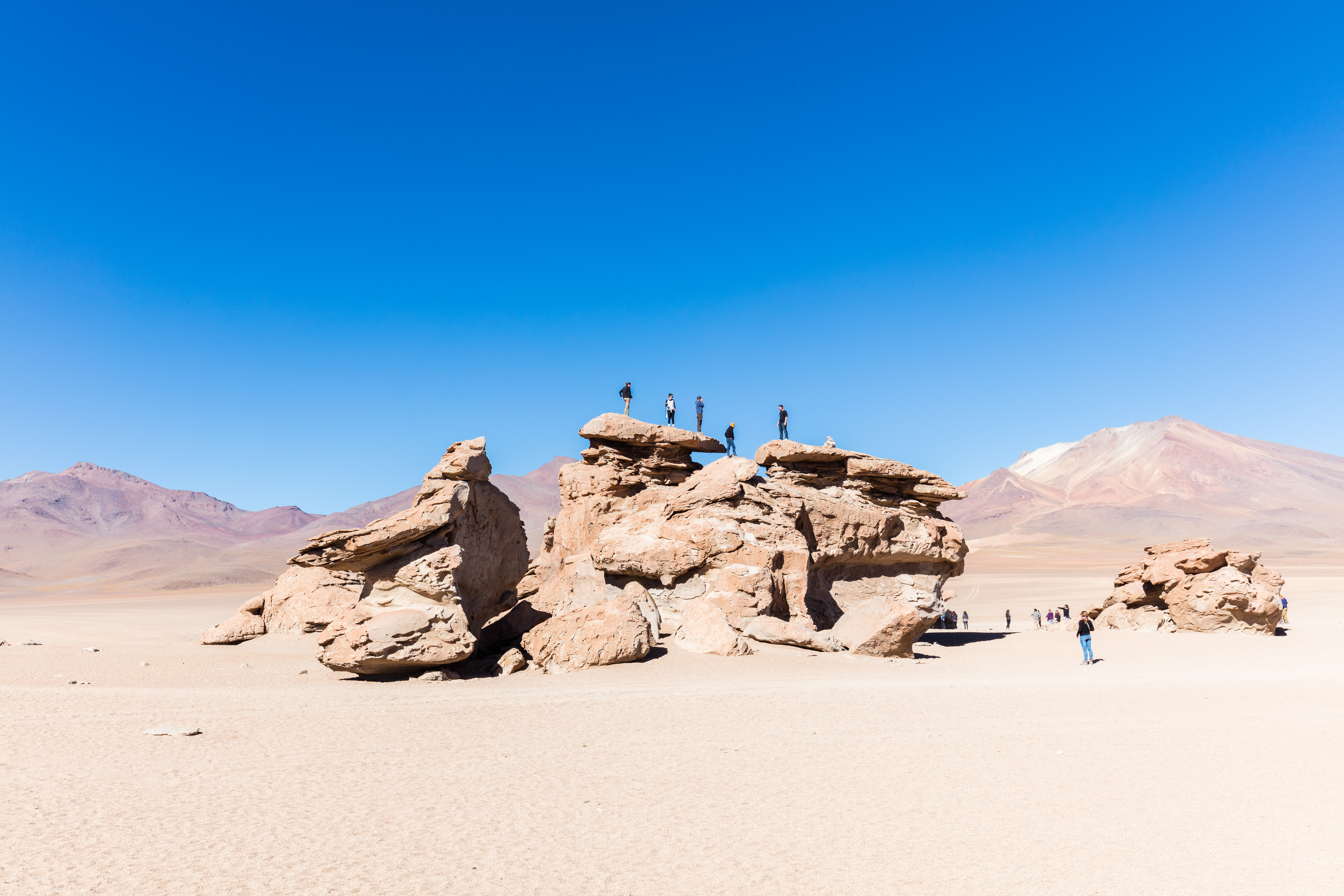
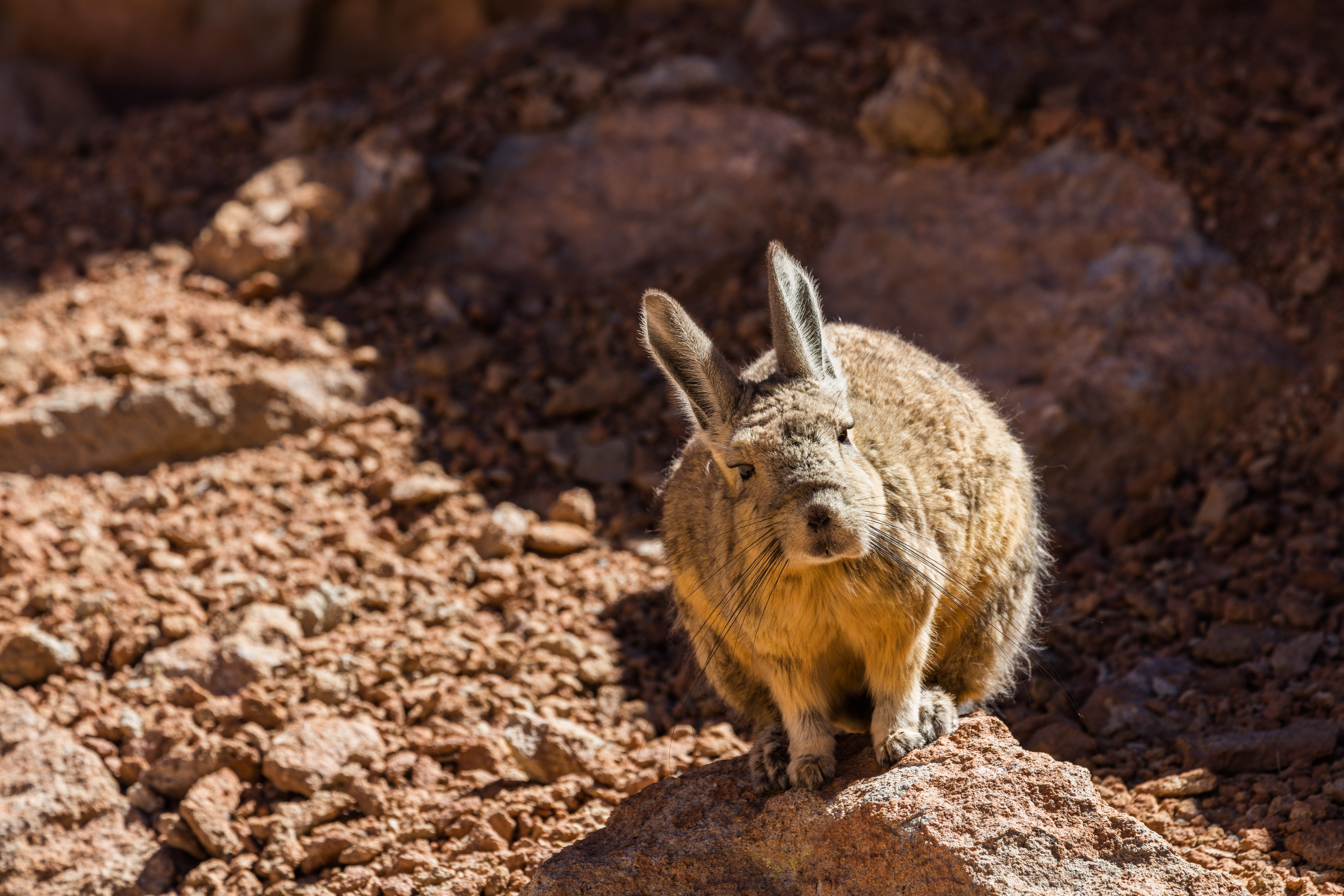
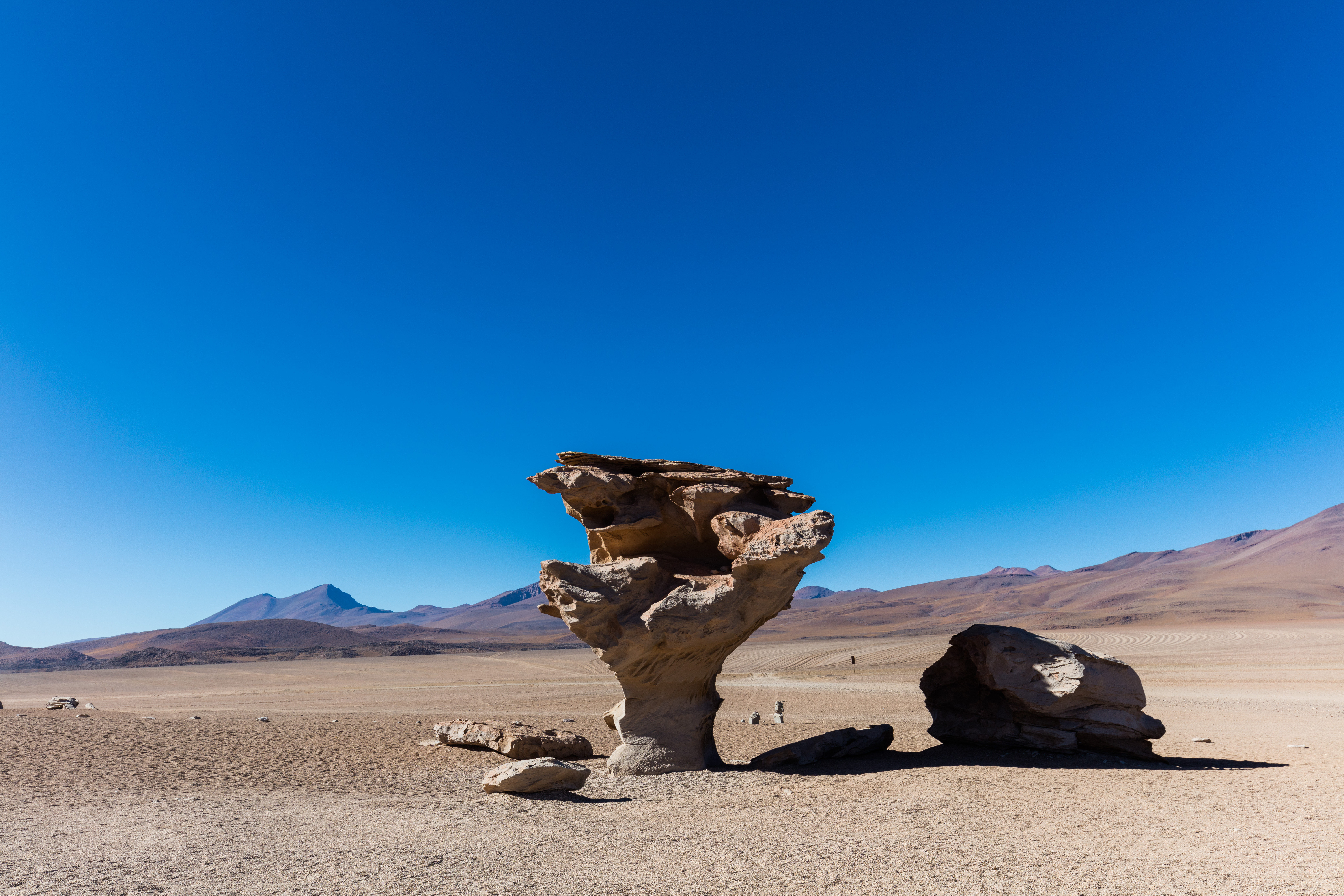
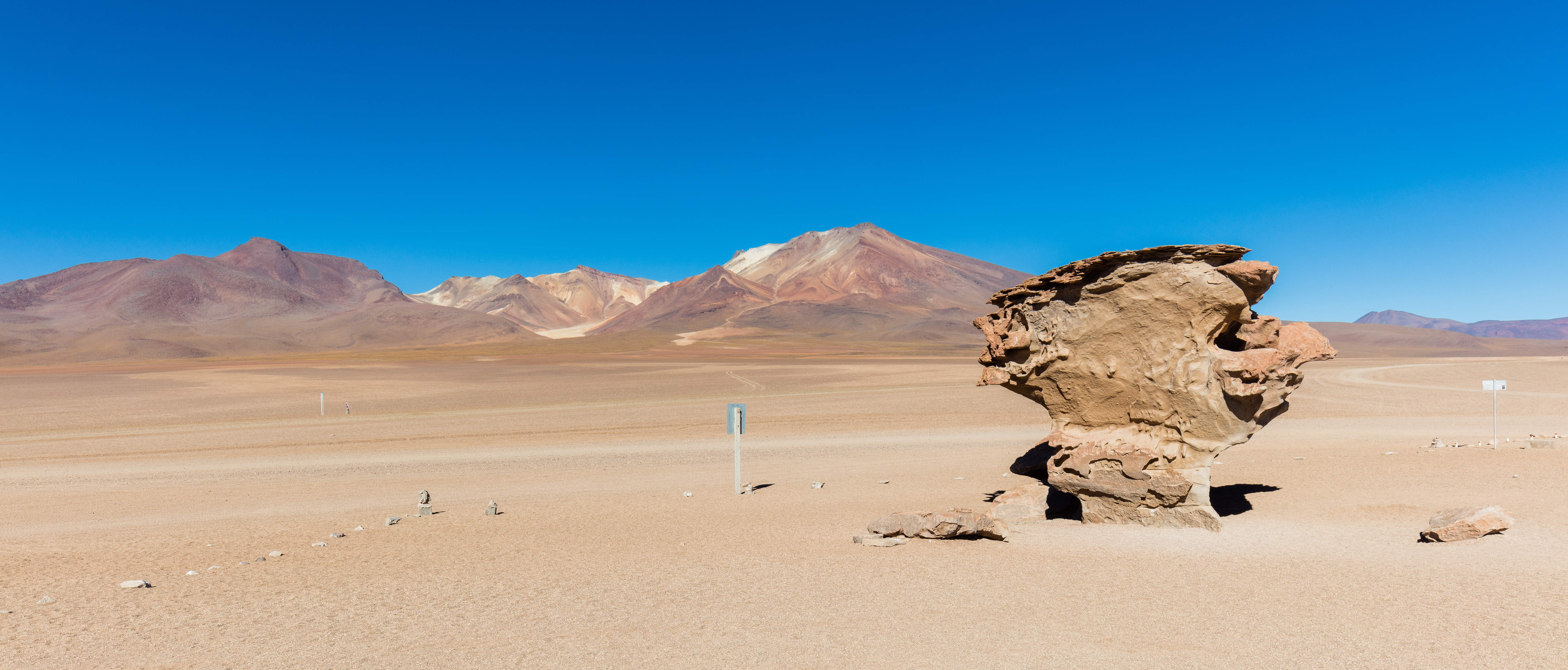